# Medopheos edracantha
Medopheos edracantha là một loài thằn lằn trong họ Teiidae. Loài này được Bocourt mô tả khoa học đầu tiên năm 1874.